# 가미야마 만노신
가미야마 만노신(일본어: 上山満之進, 1869년 10월 31일(메이지 2년 9월 27일) ~ 1938년(쇼와 13년) 7월 30일)는 일본 제국의 관료이자 정치인이다. 구마모토현지사, 농상무차관, 대만 총독, 귀족원의원, 추밀원 고문관 등을 역임하였다.